# Bob Miller
Robert Joseph Miller, född 30 mars 1945 i Chicago, är en amerikansk demokratisk politiker. Han var den 26:e guvernören i delstaten Nevada 1989-1999.
Miller avlade 1967 grundexamen i statskunskap vid Santa Clara University och juristexamen vid Loyola Law School i Los Angeles.
Miller var distriktsåklagare för Clark County, Nevada 1979-1986. Han var viceguvernör i Nevada 1987-1989 och efterträdde Richard Bryan som guvernör i januari 1989. Millers tioåriga ämbetsperiod som guvernör är den längsta i Nevadas historia.
Efter tiden som guvernör arbetade han på advokatbyrån Jones Vargas i Las Vegas fram till 2005. Han bor numera i Henderson.
Miller stöder Hillary Clinton i demokraternas primärval inför presidentvalet i USA 2008.